# Empreendedorismo

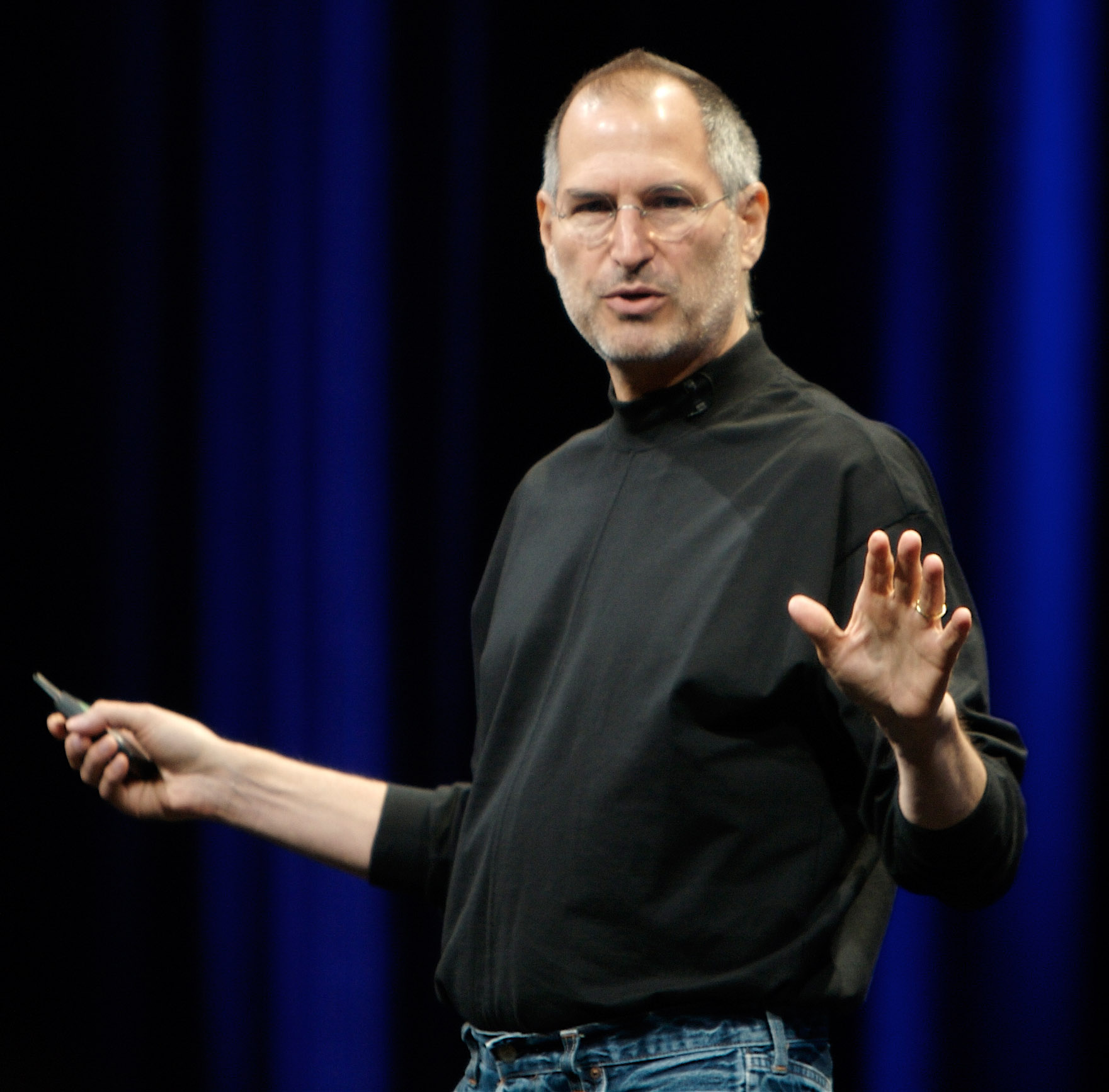
Steve Jobs, fundador da Apple

Empreendedorismo é o processo de iniciativa de implementar novos negócios ou mudanças em empresas já existentes. É um termo bastante usado no âmbito empresarial e muitas vezes está relacionado com a criação de empresas ou produtos novos, normalmente envolvendo inovações e riscos.
Pessoas como Bill Gates e Steve Jobs são consideradas empreendedoras por terem inovado no ramo da tecnologia, como no desenvolvimento de sistemas operacionais, no caso de Bill Gates.
O empreendedorismo está muito relacionado com a questão de inovação, na qual há determinado objetivo de se criar algo dentro de um setor ou produzir algo novo. Diversas startups, por exemplo, inovam dentro de um setor existente.

## Empreendedorismo na Ciência Econômica
As escolas clássica, neoclássica e Keynesiana de economia e, em geral, o dito mainstream econômico dificilmente tratam da existência do empreendedor. Isto se dá por conta do fato de que estas escolas de pensamento econômico tendem, de acordo com Block, Bernett and Wood (2002), a usar o chamado modelo de equilíbrio geral, no qual as empresas estão inseridas num modelo de competição perfeita caracterizada por: homogeneidade nos produtos e serviços, tamanho reduzido das empresas de maneira a serem incapazes de influenciar os preços de mercado e informação completa e disponível para todos os participantes do mercado. Neste tipo de ambiente não há espaço para mudança, para inovação, e assim não há espaço para o empreendedor, salientam os autores:
Se o modelo neoclássico de competição perfeita fosse uma explicação correta da realidade, ou se fosse mesmo próximo disso, não haveria a necessidade de propaganda, marketing, brokering [corretagem] ou de nenhuma outra instituição que lida com a falta de conhecimento sobre produtos ou serviços por parte de produtores ou consumidores
Apesar disso, e de certa maneira algo controverso, sabe-se que o papel do empreendedor de criar e implementar inovação está no centro de qualquer tipo de modelo econômico que funcione bem a longo prazo. Como diz Schumpeter (1942), ele é o agente responsável pela destruição criativa e portanto, pelo interminável fluxo de novidades e mudanças oferecidas pelas empresas aos consumidores no mercado.
Uma das únicas escolas de economia que de fato estuda o empreendedor é a Escola Austríaca. Nela o empreendedor é considerado o centro da atividade econômica e o agente da mudança (Kirzner, 1997; Salerno, 2008).
Na economia, segundo a tradição austríaca, tudo começa com o valor subjetivo, não importa o que as empresas pensam sobre seus produtos, só os consumidores é que apontarão o valor dos produtos e pagarão por eles de acordo com o valor percebido, conceito este muito ligado à democracia do mercado, como defendia Mises. Como defende Hunt (2002)
“’valor’ é a soma de todos os benefícios que os consumidores percebem que irão receber se eles aceitarem uma oferta específica no mercado”.
É a subjetividade do valor que faz com que uma vasta gama de produtos e serviços esteja disponível numa economia de livre mercado, produtos estes provenientes das mais diferentes companhias, os nichos emergem e as empresas se apoiam nas inovações para descobrir e especialmente criar novos mercados.

## Conceito
O conceito "Empreendedorismo" foi popularizado pelo economista Joseph Schumpeter, em 1945, como a base de sua teoria da Destruição Criativa. Segundo Schumpeter, o empreendedor é alguém versátil, que possui as habilidades técnicas para saber produzir, e capitalista, que consegue reunir recursos financeiros, organizar as operações internas e realizar as vendas da sua empresa. De fato, Schumpeter chegou a escrever que a medida para uma sociedade ser considerada capitalista é saber se ela confia seu processo econômico ao homem de negócios privado.
Mais tarde, em 1967, com Kenneth E. Knight, e, em 1970, com Peter Drucker, foi introduzida ao empreendedorismo a ideia da necessidade de arriscar em algum negócio para montar uma organização. Já em 1985, com Gifford Pinchot III, foi introduzido o conceito de intra-empreendedor, ou seja, uma pessoa empreendedora, mas que trabalha dentro de uma organização.
Para Frank (1967) e Peter Drucker (1970), o empreendedorismo refere-se a assumir riscos. Schumpeter amplia o conceito, afirmando que "o empreendedor é a pessoa que destrói a ordem econômica existente graças à introdução no mercado de novos produtos/serviços, pela criação de novas formas de gestão ou pela exploração de novos recursos, materiais e tecnologia". Assim, os empreendedores "não são simplesmente provedores de mercadorias ou de serviços, mas fontes de energia que assumem riscos em uma economia em constante transformação e crescimento." (CHIAVENATO, 2007, p.18).
O empreendedor depende intelectualmente da valoração subjetiva, como aparece em Hunt (2002) quando ele defende que, em virtude da fragmentação nos gostos dos consumidores e em virtude da constante mudança nestes gostos, é muito raro ver algumas indústrias com ofertas de fato homogêneas já que a maioria das indústrias sofre com muita fragmentação, o que, por si só, abre as portas para a inovação sob responsabilidade do empreendedor.
A competição como um processo de descoberta (Hayek, 1948) faz com que as empresas aprendam pouco a pouco o que agrada e o que não agrada.
Klein (2008), seguindo a visão de Cantillon-Knight-Mises do empreendedorismo como julgamento, aponta que oportunidades também são subjetivas e existem apenas na mente de quem decide, daí pode-se inferir que a visão de Kirzner (1979) do empreendedor como “alerdemota para oportunidades” é incompleta, nem todas as oportunidades existem para serem descobertas, na palavras de Bylund (2011): 
o empreendedor imagina oportunidades e, dependendo do seu julgamento e do cálculo econômico de preços futuros antecipados, escolhe agir para tentar transformar em realidade o lucro anteriormente imaginado
Para inovar o empreendedor precisa de recursos, estes estão espalhados na economia e podem até mesmo não existir perfeitamente ainda, é também papel do empreendedor agir para alocar todos os recursos necessários de forma a buscar os resultados desejados.
Uma das definições mais aceitas hoje em dia é dada pelo estudioso Robert D. Hisrich, em seu livro “Empreendedorismo”. Segundo ele, "empreendedorismo é o processo de criar algo diferente e com valor, dedicando tempo e esforço necessários, assumindo os riscos financeiros, psicológicos e sociais correspondentes e recebendo as consequentes recompensas da satisfação econômica e pessoal".

## Definição
Em 1993, Regina Silvia Pacheco faz um dos primeiros usos da palavra "empreendedorismo" na língua portuguesa, referindo-se às novas estratégias econômicas adotadas, até então, em cidades estrangeiras.
Mario Manhães Mosso, porém, volta à definição original de empreendedor, do grego, "condutor", mostrando que o empreendedorismo tem mais chances de sucesso por meio do empresarismo. Isso quer dizer: não basta o gosto por assumir riscos, é importante um comportamento de empresário, que organiza, planeja e estuda profundamente o assunto para ter uma atividade com sucesso consistente. Por isso ele distingue empreendedorismo de empresarismo e afirma que a mistura é mais saudável e promissora.
Pesquisas recentes realizadas nos Estados Unidos mostram que o sucesso nos negócios depende principalmente de nossos próprios comportamentos, características e atitudes, e não tanto do conhecimento técnico de gestão quanto se imaginava até há pouco tempo. No Brasil, apenas 14% dos empreendedores têm formação superior e menos de 30% concluíram o ensino fundamental; enquanto que nos países desenvolvidos, 58% dos empreendedores possuem formação superior. Quanto mais alto for o nível de escolaridade de um país, maior será a proporção de empreendedorismo por oportunidade. De acordo com dados do Global Entrepreneurship Monitor, em 2011, o Brasil tinha 27 milhões de adultos entre 18 e 64 anos que já possuíam ou estavam começando seu próprio negócio – o que representa 1 empreendedor a cada 4 adultos brasileiros. Esses dados levaram o Brasil a uma posição destacada de terceiro país mais empreendedor dentre os 54 países estudados. Outro dado interessante encontrado pelo Ipea, uma agência do governo, é que 37 milhões de trabalhos no Brasil estavam associados a negócios acima de 10 funcionários.

## Tipos de empreendedores

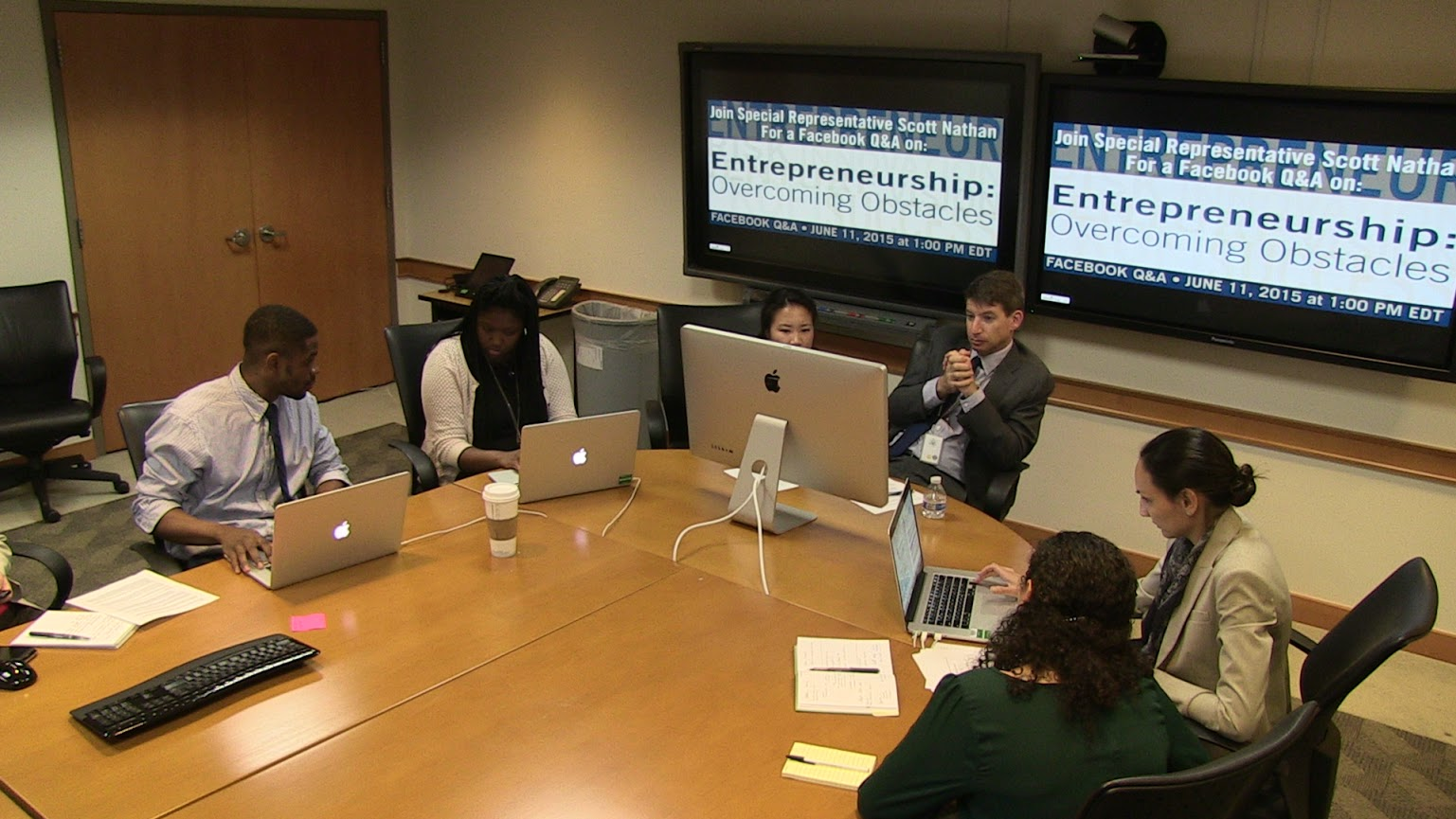
Facebook Q&A on Entrepreneurship

Os empreendedores podem ser muito diferentes um dos outros. Por conta disso, podemos classificá-los em diversos “tipos” de empreendedores. Isso dificulta a nomeação, porém mostra que qualquer pessoa pode ser um empreendedor independente de suas características. Seguem abaixo vários tipos de empreendedores: Texto explicando sobre tipo de empreendedores no geral.

### Empreendedor nato
Os empreendedores natos (mitológicos), o quais são geralmente os mais conhecidos e reverenciados. Normalmente são pessoas que começaram a trabalhar desde muito cedo, com poucas condições, e acabaram criando grandes empresas. Como desde muito jovens esses empreendedores iniciaram a sua jornada de trabalho, acabaram adquirindo a habilidade de negociação e venda. São visionários, otimistas, estão sempre à frente de seu tempo e comprometem-se 100% para realizar os seus sonhos.

### Empreendedor que aprende
O empreendedor que aprende pode ser caracterizado por ser aquele que, ao se deparar com uma oportunidade de negócio, decide aprender a gerir seu próprio empreendimento. Normalmente são aquelas pessoas que, quando menos esperava, se depararam com uma oportunidade de negócio e tomaram a decisão de mudar o que faziam na vida para se dedicarem ao próprio negócio. Logo, eles caracterizam-se pelo inesperado. Muitas vezes, esse tipo de empreendedor imaginava que seria sempre um empregado e não gostava de assumir riscos; mas, quando surge a oportunidade, ele vê-se entusiasmado. E, então, vem a tomada de decisão, que para esse tipo de empreendedor pode levar um pouco mais de tempo para que ele possa decidir, mas ele acaba assumindo o risco e criando seu próprio negócio, ou fazendo algum tipo de parceria ou sociedade. É o caso clássico de quando a oportunidade “bate na porta”. Um ponto importante a se levantar é que o empreendedor que aprende necessita do surgimento de uma oportunidade. Sua característica é de ter uma maior cautela que os demais empreendedores; e, por isso, quando ele se depara com a oportunidade, ele não assume o risco imediatamente, mas, sim, depois de ver as possibilidades e a viabilidade do negócio ou da ideia.

### Empreendedor serial
O empreendedor serial é aquele que cria um negócio para vendê-lo. Dessa forma, o capital ganho com essa ideia inicial é utilizado para criar outro, vendê-lo novamente e produzir algo novo sempre, tornando-se uma atividade cíclica. Assim, a venda é parte do fim de um empreendimento e o começo de um novo.

### Empreendedor corporativo
O empreendedor corporativo tem ganhado importância nos últimos anos devido ao crescimento de multinacionais e à necessidade de inovação e de continuarem evoluindo.  São executivos que se destacam e que buscam crescer dentro da empresa, trazendo bons frutos para a organização. Possuem grande conhecimento em ferramentas administrativas e sabem gerenciar uma equipe com excelência. Também são considerados ótimos vendedores e negociadores, pois sabem vender a sua ideia e trabalhar em situações limitadas, nas quais a empresa não dá toda a liberdade para o empreendedor agir. Esse tipo de empreendedor possui o perfil que é considerado ideal para ele [o empreendedor] trabalhar em grandes empresas, inclusive eles são muito procurados por tais organizações. Ele sabe desenvolver seu networking dentro e fora da empresa para trazer pessoas à equipe e também gerar novas oportunidades. Na maioria das vezes, são pessoas que sabem autopromover-se e são muito confiantes, adorando trabalhar com grandes metas e com aquelas que geram grandes recompensas.

### Empreendedor social
O empreendedor social vem de qualquer setor que seja sem fins lucrativos, possuindo as características dos empreendedores tradicionais de criatividade, visão e determinação. Ele busca a inovação social no lugar do dinheiro por meio do emprego e da focalização na inovação, almejando o benefício social que ela pode trazer, além de utilizarem de suas experiências organizacionais e empresariais para ajudar os outros. Os empreendedores sociais podem trabalhar em negócios éticos, órgãos governamentais, públicos, voluntários e comunitários.

### Empreendedor por necessidade

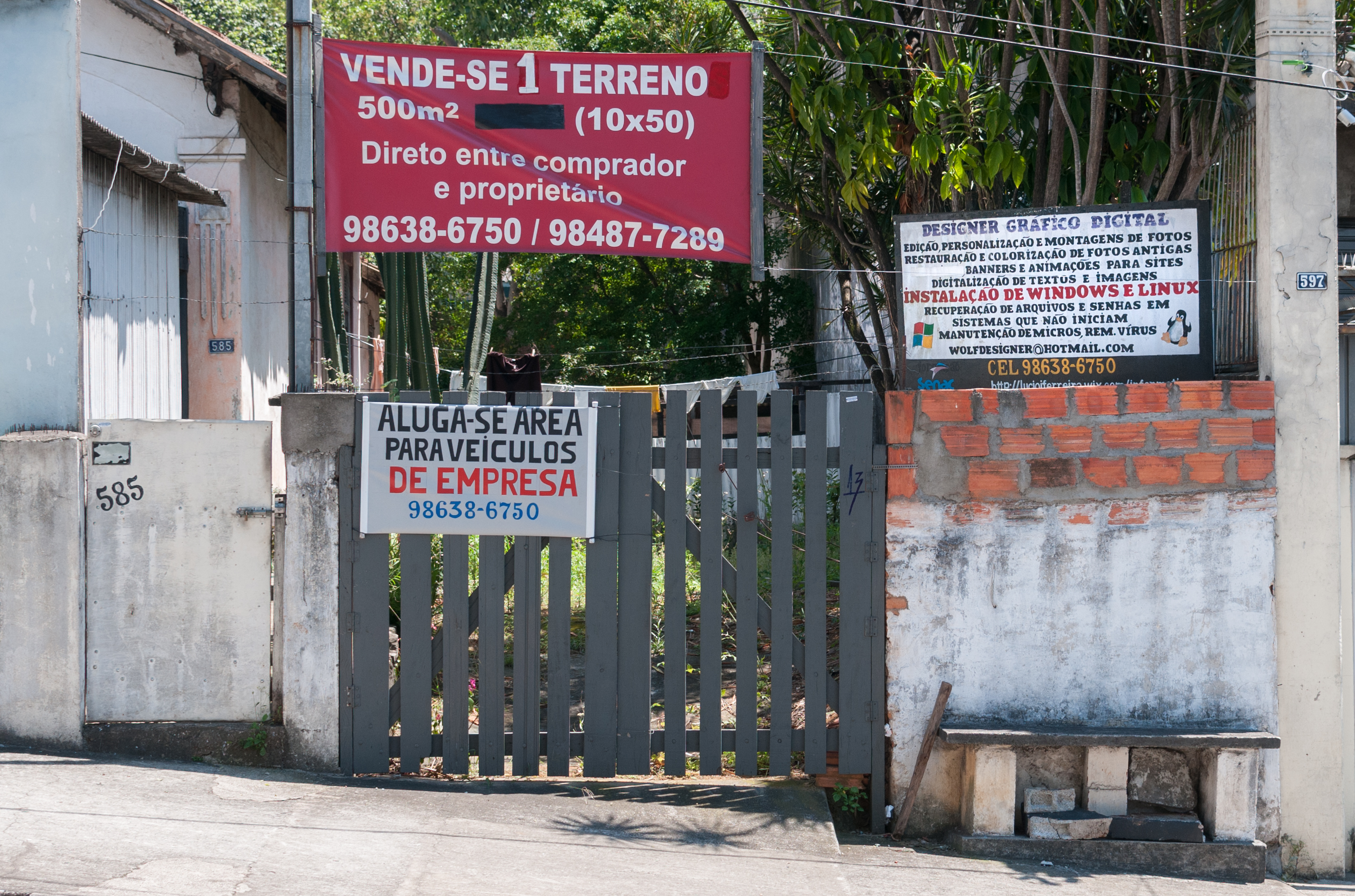
Diferentes anúncios de publicidade de serviços múltiplos, sem relação aparente, numa mesma casa, podem ser percebidos como empreendedorismo.

Empreendedores por necessidade são aqueles que iniciaram um empreendimento autônomo por não possuírem melhores opções para o trabalho e precisam abrir um negócio a fim de gerar renda para si e suas famílias. O empreendedorismo por necessidade é evidentemente aquele que está visivelmente menos fadado ao sucesso, embora existam, sim, alguns casos de sucesso. A maioria desses empreendedores entram no mercado totalmente despreparados, sem conhecimento dos verdadeiros riscos e totalmente expostos ao fracasso.

### Empreendedor herdeiro
O empreendedor herdeiro é motivado desde cedo a empreender. Ele tem a missão de continuar o legado da família, administrando a empresa e os recursos nela envolvidos a fim de que o empreendimento se sustente por mais tempo. Atualmente é comum que executivos sejam contratados para gerir empresas familiares, mas o empreendedor herdeiro sempre acompanha de perto as atividades a fim de dar suas impressões e sugestões. O perfil de empreendedor herdeiro não é único. Existem os tipos mais inovadores, que tendem a buscar medidas diferentes das que estão atuando na empresa e que são mais visionários. Por outro lado, existem o tipo mais conservador, que tende a manter as coisas como estão e tem uma gestão muito mais próxima da gestão anterior.

### Empreendedor normal
O empreendedor normal (planejado) é aquele que busca capacitar-se, preocupando-se com os próximos passos da organização, minimizando os riscos, que possui clara visão do futuro e de suas metas para a organização. O planejamento aumenta a capacidade do negócio ser bem sucedido. Logo, o empreendedor normal seria o mais completo e uma referência a ser seguida, mas que não representa uma quantidade expressiva de empreendedores na prática.